# Estefânia da Armênia
Estefânia da Armênia, nascida Rita, era a única filha de Leão I da Armênia com sua primeira esposa Isabel, de origem incerta, e membro da dinastia rubênida.

## Primeiros anos e família
Estefânia foi criada pela avó paterna Rita de Barbaron ("Armênia") e tinha por volta de dez anos de idade quando sua mãe morreu sem dar a Leão nenhum outro filho. A origem da família dela é tema de disputa, mas acredita-se que era sobrinha de Sibila, esposa de Boemundo III de Antioquia. Seu avô paterno era Estêvão da Armênia, filho de Leão I, príncipe da Armênia.
Por volta de 1210, o pai de Estefânia se casou com Sibila, filha de Isabel I de Jerusalém. Deste casamento do pai, ganhou uma meia-irmã, Isabel.

## Anos finais
Em abril de 1214, Estefânia se casou com João de Brienne, que havia acabado de perder sua primeira esposa, Maria de Jerusalém, irmã da madrastra de Estefânia, Sibila. Estefânia, por sua vez, era a madrasta da filha de João, que tornar-se-ia rainha de Jerusalém, Iolanda. Ela também teve um filho chamado João em 1216.
Em maio de 1219, o pai de Estefânia morreu, mas não antes de fazer todos os seus barões jurarem lealdade ao seu sobrinho-neto Raimundo-Roupen, que havia se tornado seu herdeiro. Porém, ainda no leito de morte, Leão I mudou de ideia e tornou sua filha Isabel sua herdeira, liberando os barões de suas promessas. Estefânia ainda estava viva e tinha uma reivindicação melhor que a da irmã ao trono e ainda tinha um filho homem, João.
João pressionou o caso da esposa assim como Raimundo-Roupen.
João deixou a Quinta Cruzada em fevereiro de 1220 pretendendo visitar o Reino Armênio da Cilícia para defender o caso de Estefânia. Porém, em junho do mesmo ano, ela morreu e, não muito depois, João a seguiu, com apenas quatro anos de idade. Subitamente, João de Brienne não tinha mais o que reclamar na Armênia.
Raimundo-Roupen foi capturado e terminou seus dias na prisão em 1222, deixando Isabel livre para tomar o trono armênio. Ela governou de 1219 até 1252 e foi sucedida por seu filho, Leão II da Armênia.